# Fiber Distributed Data Interface
Fiber Distributed Data Interface (FDDI) est un type de réseau informatique LAN ou MAN permettant d'interconnecter plusieurs LAN à une vitesse de 100 Mbit/s sur de la fibre optique (ce qui lui permet d'atteindre une distance maximale de 200 km).
FDDI a vu le jour en 1986 sous l'appellation X3T9.5 par l'ANSI et a été normalisé IS9314 par l'ISO.
La technologie LAN FDDI est une technologie d'accès au réseau sur des lignes de type fibre optique. Il s'agit en fait d'une paire d'anneaux (l'un est dit « primaire », l'autre, permettant de rattraper les erreurs du premier, est dit «secondaire »).
FDDI est un protocole utilisant un anneau à jeton à détection et correction d'erreurs (c'est là que l'anneau secondaire prend son importance). 
Le jeton circule entre les machines à une vitesse très élevée. Si celui-ci n'arrive pas au bout d'un certain délai, la machine considère qu'il y a eu une erreur sur le réseau. 
La topologie FDDI ressemble de près à celle de token ring, à la différence près qu'un ordinateur faisant partie d'un réseau FDDI peut aussi être relié à un concentrateur MAU (Media Access Unit) d'un second réseau.
Cette technologie a été rendue obsolète par le développement du Fast Ethernet qui offre un débit similaire à moindre coût, puis encore plus avec l'arrivée du Gigabit Ethernet, moins onéreuse pour un débit très supérieur.

## Particularités

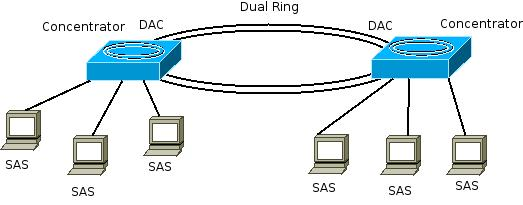
Concentrateurs FDDI.

- Débit de 100 Mb/s, avec codage 4B/5B et NRZI.
- Anneau de longueur pouvant atteindre 100 km.
- Technique d'accès au médium par droit à l'émission (Jeton) proche de la recommandation IEEE802.5.
- Distance : en multimode 62,5/125 µm ⇒ 2 km, et en monomode ⇒ 60 km.
- FDDI-2 : Conçu pour voix et données

## Présentation
- La couche PMD (Physical layer Medium Dependent), génère et reçoit les signaux sur le médium, précise les types de connecteurs, les caractéristiques de raccordement des stations sur l'anneau, etc. Elle se décline en F-PMD, Fiber-PMD, pour le FDDI, et en T-PMD, twisted Pair-TMPD, pour CDDI sur des câbles cuivres en paires torsadées catégorie 5.
- La couche PHY (Physical Layer Protocol), est indépendante du médium. La norme décrit l'interface permettant à la couche MAC de transmettre et de recevoir des trames, ainsi que le codage et le décodage des données.
- La couche MAC (Medium Access Control), décrit à la fois les services, les trames et les algorithmes du protocole FDDI. La longueur (MTU) d'une trame FDDI ne peut excéder 4 500 octets.
- La couche SMT (Station ManagemenT), permet de surveiller le fonctionnement de l'anneau FDDI en contrôlant l'activité des couches PMD, PHY, et MAC.

- Les champs de la trame FDDI que l'on retrouve dans le jeton sont les suivants:
  - Préambule ;
  - Délimiteur de début ;
  - Contrôle de trame ;
  - Délimiteur de fin.